# Ionosfera
Ionosfera je ionizirani sloj u planetnoj atmosferi. Čestice koje tvore ionosferu su elektroni i pozitivni ioni. Zemljina ionosfera nalazi se na visinama između 50 i 600 km iznad Zemljine površine. Njene dimenzije jako variraju s promjenama dana i noći, godišnjih doba i sunčeve aktivnosti. Ionosfera reflektira radio-valove.
Ionosfera pokriva dio mezosfere, termosferu i egzosferu, koji je ioniziran sunčevom radijacijom. Ona je važan dio atmosferskog elektriciteta i gornji dijelovi čine unutrašnji rub magnetosfere. Koristimo je za prijenos radio valova do dalekih mjesta na Zemlji.

## Geofizika
Ionosfera je omotač oko Zemlje, koji sadrži elektrone i električni nabijene atome i molekule, otprilike između 50 i 600 km iznad Zemljine površine, a ponekad i više. Postojanje zahvaljuje prvenstveno zbog ultraljubičastog zračenja sa Sunca. 
Najdolji dio Zemljine atmosfere je troposfera, koja se proteže do otprilike 10 km iznad Zemljine površine. Iznad nje je stratosfera, a još više mezosfera. U stratosferi sunčeva radijacija stvara ozonski omotač. Na visini od oko 80 km iznad Zemljine površine, u termosferi, zrak je toliko rijedak, da elektroni mogu biti slobodni neko vrijeme, prije nego što ih zarobi neki bliski pozitivni ion. Broj tih elektrona je ponekad dovoljan da djeluje na širenje radio valova. Taj dio atmosfere je ionoziran i sadrži plazmu, i zato je dio ionosfere. U plazmi, slobodni negativni elektroni i pozitivni ioni, privlače jedni druge elektromagnetskim silama, ali imaju previše energije da bi ostali zajedno i tvorili električki negativnu molekulu.
UV zrake, X-zrake i kratkovalni elektromagnetski valovi sunčeve radijacije stvaraju ionizaciju, jer fotoni na tim frekvencijama, imaju dovoljno energije da izbace elektrone iz atoma i molekula neutralnih plinova. Ti slobodni elektroni dobivaju velike brzine, tako da su temperature, koje stvara taj elektronski plin, puno veće (reda veličine nekoliko tisuća Kelvina) i puno veće od temperature iona i neutralnih molekula. Suprotan proces od ionizacije je rekombinacija, kada je slobodni elektron ponovo zarobljen od pozitivnog iona. Taj proces rekombinacije uzrokuje emisiju fotona. Kod nižih nadmorskih visina, gustoća zraka je puno veća, proces rekombinacije prevladava nad ionizacijom, budući su molekule i ioni bliže jedni drugima. Ravnoteža između ta dva procesa određuje količinu prisutne ionizacije.
Ionizacija u ionosferi prvenstveno ovisi o sunčevoj aktivnosti i količini radijacije koju primi sa Sunca. Postoje i dnevne i sezonske promjene količine ionizacije. Kako je u zimskim uvjetima Zemljina polutka udaljenija od Sunca, tako je i količina primljene radijacije manja, a time i stupanj ionizacije. Aktivnost Sunca je povezana i sa sunčevim pjegama, i što ih je više, to je radijacija veća (svakih 11 godina). Količina radijacije ovisi i o geografskom položaju. Postoje i druge pojave koje ometaju količinu ionizacije, kao što su sunčeve baklje i električki nabijene čestice u sunčevom vjetru, koje djeluju na zemljino magnetsko polje.

## Slojevi ionosfere
Po noći, jedino je u F sloju prisutna značajna količina ionizacije, dok je u E sloju i D sloju jako mala. U toku dana, E sloj i D sloj, postaju puno više ionizirani, dok se stvara i F1 sloj, u kojem je slabija ionizacija. F2 sloj, postoji i u toku dana i u toku noći, i on je najznačajniji za prijenos radio valova na daljinu.

### D sloj
D sloj je najbliži Zemlji, otprilike 60 do 90 km iznad Zemljine površine. Ovdje ionizacija nastaje zbog vodikove radijacije na valnoj duljini 121,5 nm (dio Lymanove serije), koja ionizira dušikov oksid (NO). Dodatno, kada je sunčeva radijacija izuzetni jaka, X-zrake (valna duljina manja od 1 nm) ioniziraju molekule dušika i kisika (N2, O2). U toku noći, kozmičke zrake stvaraju zaostalu dodatnu količinu ionizacije. Rekombinacijom u visokom D sloju, ionizacija je slaba, ali je gubitak valne energije velik zbog čestog sudaranja elektrona (oko 10 sudara svake ms). Kao rezultat, radio valovi visoke frekvencije (HF = 3 – 30 MHz), se ne odbijaju od D sloja, već gube energiju. To je glavni razlog upijanja HF radio valova, posebno ispod 10 MHz, koje je malo u toku noći i najveće u podne. D sloj se znatno gubi poslije zalaska Sunca, a mali dio preostaje zbog galaktičkih kozmičkih zraka. Primjer djelovanja D sloja je nestanak AM radio valova (535 do 1700 kHz), na radio stanicama u toku dana.
Za vrijeme jake sunčeve radijacije, kada je pojačana količina protona, koji dolaze sa Sunca, ionizacije može dostići izuzetno visok nivo, posebno na višim i polarnim zemljopisnim širinama. Ta pojava je jako rijetka i upijanje HF radio valova je pojačano, i može trajati dan ili dva.

### E sloj
E sloj je srednji sloj ionosfere, otprilike 90 do 120 km iznad Zemljine površine. Ionizacija ovdje nastaje zbog mekih X-zraka (1 do 10 nm) i dalekog UV zračenja, koje ionizira molekule kisika (O2). Normalno, ovaj sloj može odbijati radio valove ispod 10 MHz i doprijeniti djelomičnom upijanju radio valova iznad 10 MHz. Ipak, ponekad se pojavljuje Es sloj, koji može odbijati radio valove sve do 50 MHz, a ponekad i više. Po noći, E sloj brzo nestaje, zato što izvor ionizacije nije više prisutan. Poslije zalaska Sunca, E sloj je na većim visinama, tako da se povećava duljina prijenosa radio valova.
Ovaj sloj su teoretski predvidjeli 1902., britanski fizičar Oliver Heaviside i američki elektro inženjer Arthur Edwin Kennelly. Tek 1924. njeno postojanje je dokazao Edward V. Appleton.

### ESsloj
ES sloj (engl. sporadic E layer) ima osobinu malih i tankih oblaka, jake ionizacije, koji mogu odbiti radio valove, ponekad do 225 MHz. Ta pojava traje nekoliko minuta sve do nekoliko sati. Radio amateri sa za to vrijeme veoma uzbuđeni, jer mogu prenijeti poruke na vrlo velike udaljenosti. Postoji više uzroka te pojave, a njom se znanstvenici još uvijek bave. Najčešće se javlja za vrijeme ljeta, kada radio amateri mogu napraviti preskok (engl. skip) od oko 1000 km s porukama. Ustvari, domet radio valova je od 900 km do 2500 km, a ponekad se može izvršiti i dvostruki preskok na 3500 km.

### F sloj
F sloj je gornji dio ionosfere, otprilike 200 do 500 km iznad Zemljine površine. To je najgušći dio ionosfere. Ovdje sunčevo ekstremno ultraljubičasto zračenje, ionizira atomski kisik. Po noći, imamo samo jedan sloj, ali tijekom dana, poremećaji često stvaraju F1 sloj. F2 sloj ostaje i tijekom dana, i tijekom noći, i najzaslužniji je za prijenos radio valova, posebno HF na velike udaljenosti. Od 1972. do 1975., NASA je poslala satelite AEROS i AEROS B, da proučava ove slojeve.

### Matematički modeli
Matematički model ionosfere je funkcija položaja, visine, dana u godini, faza Sunčevih pjega i geomagnetskih aktivnosti. Stanje plazme u ionosferi se može opisati s 4 parametra: gustoće elektrona, temperature elektrona i iona, i jer je nekoliko vrsta iona prisutno, sastav iona. Prijenos radio valova jako ovisi o gustoći elektrona.
Najpoznatiji model je IRI (International Reference Ionosphere), koji je 2009. potvđen kao ISO (Međunarodna organizacija za standardizaciju) standard (TS 16 457), jer taj model točno opisuje promjenu gustoće elektrona, s promjenom visine. Za taj model postoji i mreža ionosondi, jakih radara koji skupljaju podatke iz ionosfere.

## Nepravilnosti u ionosferi

### Zimska nepravilnost
Na srednjim geografskim širinama, F2 sloj ima veću ionizaciju po ljeti, jer sunčeve zrake padaju direktnije na Zemlju. Ipak, postoje sezonske promjene u odnosu atoma i molekula, tako da u stvari je ionizacija u F2 sloju, u nekim mjesecima, niža po ljeti. Ova pojava je prisutna samo na zemljinoj sjevernoj polutki.

### Ekvatorijalna nepravilnost
Unutar otprilike ± 20º magnetskog ekvatora, postoji ekvatorijalna nepravilnost. To je pojava kanala koncentrirane ionizacije u F2 sloju. Linije zemljinog magnetskog polja su vodoravne na magnetskom ekvatoru. Promjene sunčevog zagrijavanja i morskih mijena, pomiču plazmu gore i duž linija magnetskog polja. To stvara pojase električne struje u E sloju, koji prisiljavaju ionizaciju u F sloju.

### Ekvatorijalni elektromlaz
Sunčev vjetar stvara struju u E sloju, između 100 i 130 km visine. Smjer struje je istok – zapad, unutar ± 3º magnetskog ekvatora i zove se ekvatorijalni elektromlaz.

## Poremećaji u ionosferi

### X-zrake, iznenadni poremećaj ionosfere
Kada je Sunce aktivno, jake sunčeve baklje mogu poslati na Zemlju jake X-zrake, na sunčevu stranu. One će proći do D sloja, osloboditi elektrone, koji će pojačati upijanje HF (3 – 30 MHz) radio valova. U to vrijeme, ekstremno niski radio valovi (3 – 30 kHz) će se odbijati od D sloja, umjesto E sloja. Čim sunčeve aktivnosti prestanu i ta pojava nestane.

### Protoni, upijanje na polovima
Sa sunčevim bakljama se oslobađaju i visoko energetski protoni. Ti protoni mogu doći do Zemlje za 15 minuta do 2 sata. Protoni se uvijaju oko linija magnetskog polja i prolaze kroz atmosferu blizu zemljinih polova, pojačavajuci ionizaciju u D sloju i E sloju. Ta pojava može trajati od nekoliko sati do nekoliko dana.

### Geomagnetske oluje
Geomagnetska oluja je privremeno jako ometanje zemljine magnetosfere. Za vrijeme geomagnetske oluje, F2 sloj će biti jako nestabilan, smanjit će se, a može čak i nestati. Na sjevernim i južnim polovima Zemlje, moći će se na nebu vidjeti polarna svjetlost.

### Munje
Munje mogu uzrokovati poremećaje u D sloju ionosfere. Radio valove vrlo niske frekvencije (3 – 30 kHz), može izbaciti u magnetosferu. To zovemo “pištanje” (engl. whistler), kada radio valovi mogu međudjelovati s česticama pojasa radijacije i uzrokujući dodatnu ionizaciju u D sloju. Dodatna ionizacija se može javiti zbog zagrijavanja, kao rezultat velikog kretanja elektricki nabijenih cestica, za vrijeme munje. Znanstvenici pretpostavljaju da se ES sloj pojačava za vrijeme munja.

## Primjena radio valova
DX komunikacije su popularne među radio amaterima, a to je pojam komunikacije na velike udaljenosti. Zahvaljujući svojstvima ionizirane atmosfere, ona se može iskoristiti za refleksiju i prenošenje signala. Moguće je ostvariti i do 5 skokova. 

### Način prelamanja
Kada radio valovi stignu do ionosfere, električno polje vala prisiljava elektrone u ionosferi da počnu titrati, s istom frekvencijom kao i radio val (rezonancija). Titrajući elektron će biti ili izgubljen zbog rekombinacije ili će ponovo odaslati početnu energiju vala. Kritična frekvencija je granična frekvencija, do koje radio valovi se mogu prelomiti od sloja ionosfere. Ako je frekvencija odaslanog signal veća of frekvencije plazme, onda elektroni ne mogu dovoljno brzo reagirati, da bi ponovo odaslali signal. Ona se izražava kao:
{\displaystyle f_{critical}=9\times 10^{-3}{\sqrt {N}}}
gdje je N = gustoća elektrona po cm3 and fcritical je u MHz.
Maksimalno iskoristljiva frekvencija ovisi i o kutu pod kojim signal upada na sloj ionizacije:
{\displaystyle f_{muf}={\frac {f_{critical}}{\sin \alpha }}}
gdje je α = upadni kut u odnosu na obzor

### Ostale primjene
Svemirski konop (engl. space tether) koristi vrlo dugački provodnik u ionosferi, da bi iskoristio zemljino magnetsko polje i dobio električnu struju pomoću elektromagnetske indukcije.

## Mjerenja

### Ionogrami
Ionogrami prikazuju visinu i kritičnu frekvenciju slojeva ionosfere, koji se mjere ionosondama. Ionosonde pokrivaju područje frekvencija obično od 0,1 do 30 MHz.

### Radari s nekoherentnim rasipanjem
Radari s nekoherentnim rasipanjem (engl. incoherent scatter radars) rade iznad kritičnih frekvencija. Spektri snage s tih radara, daju informacije o gustoći elektrona, temperaturi, masama iona i njihovim brzinama.

### Sunčev protok
Sunčev protok (engl. solar flux) je mjerenje jačine sunčeve radio emisije, na frekvenciji 2800 MHz, koristeći radio teleskop smješten u Dominion Radio Astrophysical Observatory, u Kanadi, a ta frekvencija je u vezi sa sunčevim pjegama.

## Povijesne činjenice
1899., Nikola Tesla je vršio pokuse s bežičnom telegrafijom, emitirajući signal iz Colorado Springsa do Pariza. Teslin dnevnik sadrži objašnjenja pokusa i ionosfere.
Guglielmo Marconi je 1901. prvi uspio predati radio-signal preko Atlantskog oceana.
1902. je Oliver Heaviside unaprijedio ideju da gornji sloj zemljine atmosfere sadrži ionizirani sloj, ionosferu i razvio teoriju prijenosnih vodova (linija).
1912. je Kongres Sjedinjenih Američkih Država donio zabranu radio amaterima da rade s frekvencijama iznad 1,5 MHz i to je dovelo do otkrića prijenosa i refleksije HF radio valova od ionosfere.
1926. je škotski fizičar Robert Watson Watt uveo riječ ionosfera.
Edward Appleton je dokazao 1927. postojanje ionosfere i za to je dobio Nobelovu nagradu za fiziku 1947.